# Бенитес, Эладио
Эла́дио Бени́тес Амуэ́до (24 февраля 1939, Монтевидео — 23 октября 2018) — уругвайский футболист, левый полузащитник. Выступал за сборную Уругвая. Чемпион Южной Америки 1959 года в Эквадоре.

## Биография
Эладио Бенитес — воспитанник клуба «Расинг» из Монтевидео. В 1957 году дебютировал в основной команде «пивоваров», и выступал за эту команду до 1963 года.
В 1964 году уехал играть в Чили. Его первой командой здесь стал «Депортес Темуко». В 1965 году клуб объединился с «Грин Кроссом», образовав «Грин Кросс — Темуко». Бенитес продолжил выступать за команду из Темуко до 1967 года. В 1968 году играл за «Унион Ла-Калера». Последние два года профессиональной карьеры провёл за ещё один чилийский клуб, «Рейнджерс» из Тальки.
В составе сборной Уругвая Эладио Бенитес дебютировал 28 июля 1957 года в игре отборочного турнира к ЧМ-1958 против сборной Парагвая. Игра завершилась со счётом 2:0, первый гол забил Бенитес, причём этот гол оказался единственным для него за всё время выступлений за национальную команду.
В 1959 году Эладио принял участие в двух чемпионатах Южной Америки. В марте-апреле он в составе экспериментальной сборной отправился в Аргентину, где «селесте» заняла лишь шестое место из семи участников. Бенитес сыграл 2 апреля в последнем матче против чилийцев (поражение 0:1).
В декабре того же года в Эквадоре состоялся второй континентальный чемпионат. Сборная Уругвая в более боевом составе выступила значительно удачнее, в итоге став в 10-й раз чемпионом Южной Америки. Эладио Бенитес также сыграл в одном матче, выйдя на замену на 67-й минуте заключительной встречи против Парагвая (1:1), и в итоге также стал чемпионом Южной Америки.
Всего за национальную команду сыграл, по разным данным, от шести до восьми матчей (в зависимости от степени признания двух товарищеских игр со стороны ФИФА) и забил один гол. Последнюю игру провёл 15 августа 1962 года в Буэнос-Айресе против Аргентины (поражение 1:3).
Завершил карьеру футболиста в 1970 году. В 1976 году непродолжительное время тренировал свой последний игровой клуб «Рейнджерс». В конце 2000-х годов испытывал серьёзные финансовые затруднения, ему была назначена специальная пенсия от Министерства образования и культуры Уругвая. В августе 2014 года на территории стадиона «Расинга» была установлена мемориальная плита в честь выдающегося достижения Эладио Бенитеса, забившего в 1957 году четыре гола в ворота «Данубио» в одном мачте.
Умер 23 октября 2018 года в возрасте 79 лет.

## Титулы и достижения
- Чемпион Уругвая: 1957, 1961, 1962, 1964.
- Чемпион Южной Америки: 1959.